# Siphonochilus
Siphonochilus es un género de plantas con flores perteneciente a la familia Zingiberaceae. Comprende 12 especies.

## Taxonomía
El género fue descrito por J.M.Wood & Franks y publicado en Natal Plants 6: , t. 560–561. 1911. La especie tipo es: Siphonochilus natalensis J. M. Wood & Franks. 

## Especies
- Siphonochilus aethiopicus (Schweinf.) B.L.Burtt (1982)
- Siphonochilus bambutiorum A.D.Poulsen & Lock (1999)
- Siphonochilus brachystemon (K.Schum.) B.L.Burtt (1982)
- Siphonochilus kilimanensis (Gagnep.) B.L.Burtt (1982)
- Siphonochilus kirkii (Hook.f.) B.L.Burtt (1982)
- Siphonochilus longitubus Lock (2010)
- Siphonochilus nigericus (Hutch. ex Hepper) B.L.Burtt (1982)
- Siphonochilus parvus Lock (1991)
- Siphonochilus pleianthus (K.Schum.) Lock (2010)
- Siphonochilus puncticulatus (Gagnep.) Lock (2010)
- Siphonochilus rhodesicus (T.C.E.Fr.) Lock (1984)